# آسمان‌آباد
آسمان‌آباد (به کردی: ئاسماوه) شهری در بخش آسمان‌آباد شهرستان چرداول در استان ایلام ایران است. این شهر، مرکز بخش آسمان‌آباد است.

## جغرافیا
اطراف منطقه را کوه‌های قلاجه و پیوان از شمال و شمال غرب و کوه‌های کتفیفگ.
بزرگ و کوچک (گه‌وره و بوچگ) و بانکول از جنوب و جنوب شرق احاطه کرده‌اند.
فاصله شهر آسمان آباد تا مرکز استان ایلام ۴۰ کیلومتر می‌باشد و فاصله شهر آسمان آباد تا شهر کرمانشاه ۱۱۵ کیلومتر از مسیر گردنه قلاجه (تونل اربعین) می‌باشد.

## آب و هوا

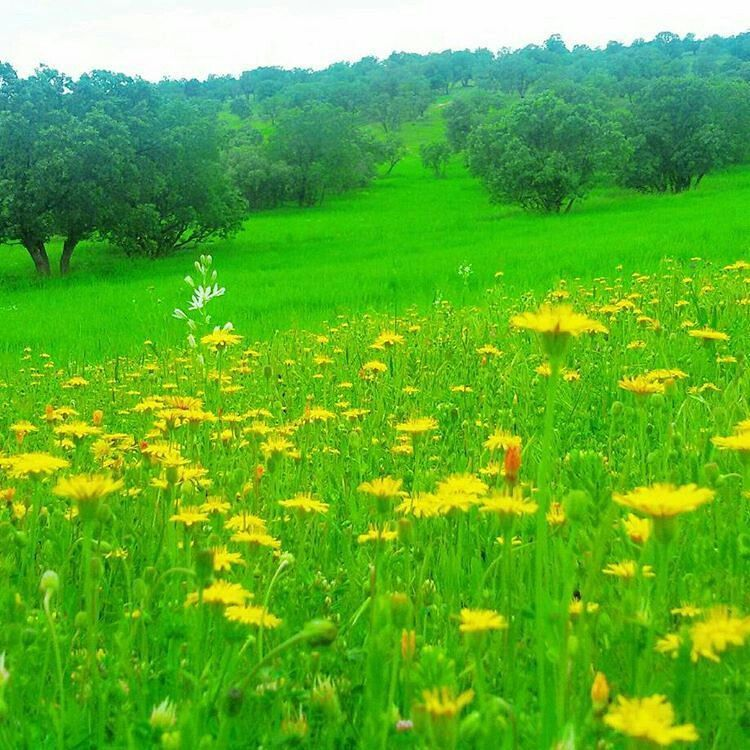
طبیعت بانکول آسمان‌آباد

وجه تسمیه آسمان آباد در زیان کردی به معنی آب هوای خوب است و اصولا کلمه آسمان در کردی به معنی آب هوا تلقی میشود ،شهر آسمان آباد با توجه به اینکه دارای آب و هوای معتدل کوهستانی در اکثر روزهای سال هوایی خنک و دلنشین دارد و به همین دلیل با دارا بودن طبیعتی بکر جنگلی با درخت‌های انبوه و سر به هم پوشیده با چشمه‌های جوشان در تمامی فصول سال بخصوص فصل بهار پذیرای دوستداران طبیعت است.
آب و هوای منطقه معتدل کوهستانی می‌باشد و متوسط بارش باران در سالهای پر باران۶۰۰ میلی‌متر می‌باشد. ارتفاع متوسط شهر از سطح دریا ۱۲۰۰ متر است.

## زبان و مردم‌شناسی
زبان رایج میان مردم این منطقه کردی به لهجه خزلی آسمان آبادی با اشتراک فراوان به کردی کلهری است. لهجه خزل های ایلام همچون خزل های کرمانشاه و همدان زیرمجموعه کردی جنوبی و متأثر از کرمانجی و کلهری است. مردم این منطقه از ایل خزل و تیره قلی ون هستند.

## شغل
شغل اصلی مردم این منطقه کشاورزی و دامداری می‌باشد که دامداری آن‌ها قبلاً به صورت ییلاق قشلاق بوده ولی اینک تعداد خیلی کمی به این کار می‌پردازند.قشلاق مردم در منطقه گرمسیری میمک می باشد .

## صنعت
چاه نفت بانکول که قبل از انقلاب اسلامی توسط آمریکای‌ها حفر شد؛ و به دلیل آنکه میدان نفتی آن ساکن است تاکنون مورد بهره‌برداری قرار نگرفته‌است، ولی در سال‌های آتی ضمن بهره‌برداری از آن به عنوان مخزن گاز نیز استفاده می‌شود.

## طبیعت و تاریخ آسمان آباد
سرتاسر اراضی و کوه های منطقه آسمان آباد دلنشین، چشم نواز، خوش آب و هوا و سیاحتی است.پشته ، دره گرمه، گم گم، کینی حفی، پویان، دم دریژ، گاکینی چرویرو دراوهر و … جاه‌های زیبا و دلنشین این منطقه می‌باشد.
اثر باستانی شهر و قلعه تاریخی گم‌گم واقع در کوه بانکول. که متعلق به شهر باستانی' مهرگان قذق' می‌باشد و همچنین تپه‌های باستانی یا چغا مثل چغاخاکی و … را نام برد.

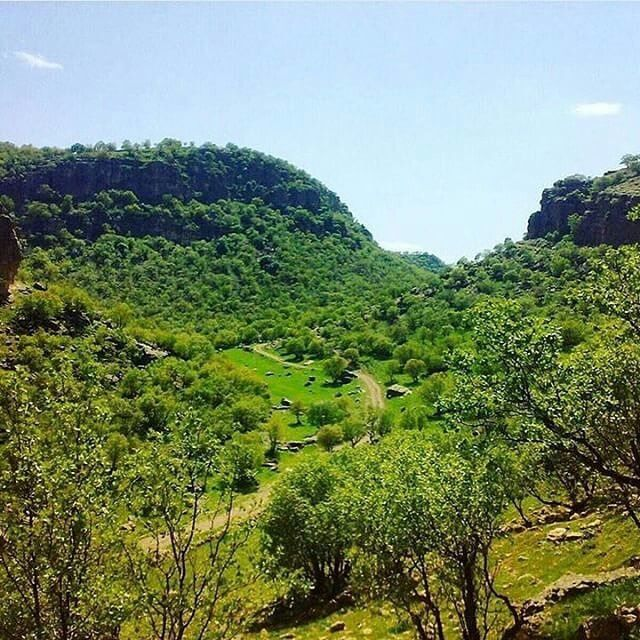
منطقه تفریحی چریور

قبرستان تاریخی کل کل در۴ کیلومتری شمال شهر آسمان آباد واقع شده‌است.
چریور واقع در دو کیلومتری جنوب غرب شهر آسمان آباد یکی از جاهای زیبا و دلنشین این منطقه است که از نظر دارا بودن طبیعتی بکر جنگلی با درخت‌های انبوه و سر به هم پوشیده با چشمه‌های جوشان در تمامی فصول سال به ویژه فصل بهار پذیرای دوستداران طبیعت استاز آثار ملی ثبت شده این منطقه می‌توان به تپه کل کل ۱، تپه کل کل ۲ و تپه چغاگلان ۱ اشاره کرد.
تپه چغاخاکی (چاخاکین) این اثر در جریان فعالیت‌های میدانی سال ۱۳۷۹ شناسایی و سال ۱۳۸۲ در فهرست آثار ملی کشور به ثبت رسید. در سال ۱۳۹۱ برنامه گمانه زنی بمنظور تعیین عرصه و حریم آن به انجام رسید. تپه چغاخاکی دارای شواهد ارزشمندی از دوران نوسنگی و مس سنگی است و یکی از تپه‌های شاخص پیش از تاریخ منطقه بشمار می‌رود. 
دراوهر واقع در شرق روستای گدمه یکی از دره‌های زیبا و دلنشین این منطقه می‌باشد که از حیث دارا بودن طبیعتی بکر جنگلی با درختهای سر بهم پوشیده در تمامی فصول سال بخصوص فصل بهار پذیرای دوستداران طبیعت می‌باشد.
از دیگر جاهای دیدنی منطقه می‌توان به پشته، دره گرمه و… اشاره کرد.

## جاذبه‌های زیارتی

### امامزاده پیر حمزه
امامزاده پیرحمزه در شهر آسمان آباد، بر روی تپه ای در ۳ کیلومتری محله سلطانقلی و صید نظری قرار گرفته‌است.
بنای آن نقشه مربع ساخته شده و دارای گنبد هرمی شکل چهار ضلعی است. مصالح استفاده شدهدر آن قلوه سنگ و ملاط گچ و خاک می‌باشد.
گذشتگان منطقه گفته‌اند پیرحمزه فرزند زید و از نوادگان اماموسی کاظم (ع) است که در عراق مورد شکنجه قرار گرفته و برای پیوستن به اما رضا (ع) راهی کشور ایران شده که در بین راه از دنیا می‌رود. در این باره نیز نقل شده‌است که شجره نامه ایشان در نجف اشرف موجود است.